# Super A’Can

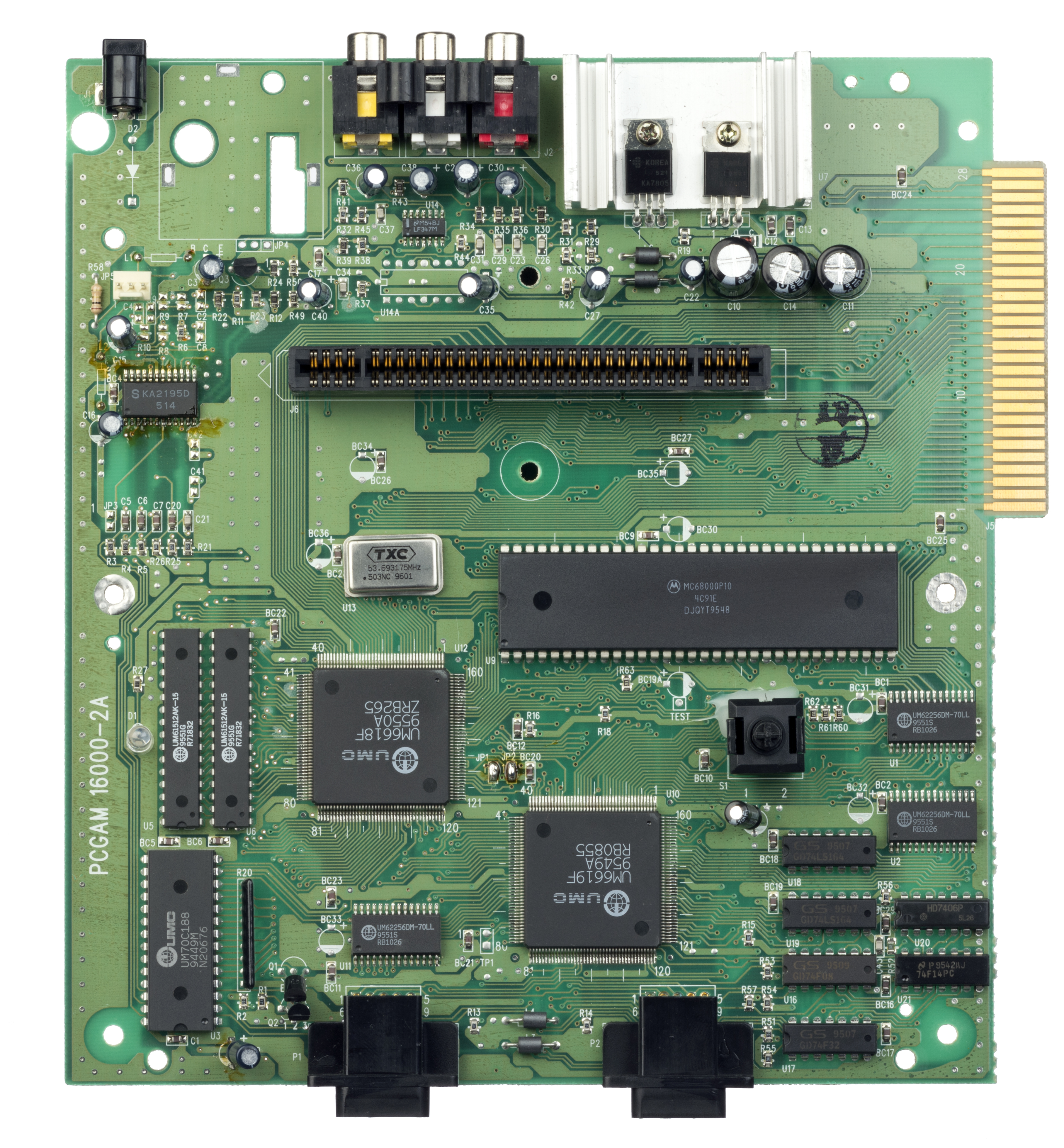
Mainboard des Super A'Can

Super A'Can ist eine stationäre Spielkonsole der vierten Konsolengeneration, die ab dem 25. Oktober 1995 ausschließlich in der Republik China (Taiwan) erhältlich war. Hersteller des Systems war die Funtech Entertainment Cooperation.

## Technische Daten
- CPU: Motorola 68000 getaktet mit 10 MHz; Co-CPU: MOS 6502 getaktet mit 3,58 MHz
- Grafik: 32.768 Farben (16 Bit), 320×240 Pixel, 128 KB Grafikspeicher
- RAM: 64 KB
- Speichermedium: Cartridge, max. 112 MB ROM
- Interner Speicher: 32 KB[1]

Die Gamecontroller konnten über zwei 9-polige D-Sub-Steckverbinder an das Gerät angeschlossen werden. An der rechten Seite befindet sich ein Steckplatz der wahrscheinlich für – letztlich nicht auf den Markt gekommene – Erweiterungen gedacht war. Auf der Verpackung des Gerätes ist auf der Rückseite eine Erweiterung abgebildet die äußerlich dem Sega 32X ähnelt. Über den Nutzen ist nichts bekannt, da diese nicht in den Handel gebracht wurde.

## Spiele
Insgesamt erschienen zwölf Spiele für das System (die meisten Titel waren mehr oder weniger Kopien bereits bekannter Titel, Speedy Dragon lehnt sich beispielsweise an Sonic the Hedgehog und Boomzoo an Bomberman an):
- African Adventures
- Boomzoo
- C.U.G.
- Formosa Duel
- Gambling Lord
- Magical Pool
- REBEL
- Sango Fighter
- Speedy Dragon
- Super Dragon Force
- Super Taiwanese Baseball League
- The Son of Evil

## Kommerzieller Erfolg
Obwohl die Konsole zum Zeitpunkt ihrer Veröffentlichung technisch relativ konkurrenzfähig war, entwickelte sie sich zum kommerziellen Misserfolg. Das System konnte sich nicht gegen das Nintendo 64, den Sega Saturn und die PlayStation behaupten, da diese Systeme bereits fest am Markt etabliert waren und von den Verbrauchern aufgenommen wurden. Ein weiterer Grund für den Misserfolg waren der hohe Preis und die geringe Spieleauswahl von lediglich zwölf Titeln. Durch den geringen Erfolg vermeldete Funtech schließlich einen Verlust von über sechs Mio. US-Dollarn.